# Přibyslav (ort i Tjeckien, Vysočina)
Přibyslav är en stad i Tjeckien.   Den ligger i regionen Vysočina, i den centrala delen av landet, 110 km sydost om huvudstaden Prag. Přibyslav ligger 487 meter över havet och antalet invånare är 3 965.
Terrängen runt Přibyslav är lite kuperad. Runt Přibyslav är det ganska tätbefolkat, med 72 invånare per kvadratkilometer. Närmaste större samhälle är Havlíčkův Brod, 11,9 km väster om Přibyslav. Trakten runt Přibyslav består till största delen av jordbruksmark.